# 瓜西拉
瓜西拉（義大利語：Guasila），是意大利撒丁大区南撒丁省的一个市镇。总面积43.55平方公里，人口2808人，人口密度64.5人/平方公里（2009年）。ISTAT代码为092031。